# 约婉卡·拉迪切维奇
约婉卡·拉迪切维奇（1986年10月23日—），黑山女子手球运动员。她曾代表匈牙利黑山罗马尼亚参加2012年、2016年和2020年夏季奥林匹克运动会手球比赛，其中2012年奥运会获得一枚银牌。